# خوک (فیلم ۲۰۱۱)
«خوک» (انگلیسی: Pig (2011 film)) فیلمی در ژانر علمی–تخیلی است که در سال ۲۰۱۱ منتشر شد. از بازیگران آن می‌توان به رودولف مارتین، پاتریک فابیان، و سارا دانیل مدیسون اشاره کرد.